# William Robert Woodman
Pour les articles homonymes, voir Woodman.
William Robert Woodman (1828 - 20 décembre 1891) était membre de la S.R.I.A. et fut un des fondateurs de l'Ordre hermétique de la Golden Dawn, dont il devint l'un des dirigeants en 1887. Woodman était très versé dans l'étude de la Cabale, ce qui explique l'importance qu'elle a eue au sein de la Golden Dawn, cependant il mourut en 1891 avant que l'Ordre ne soit vraiment développé.